# Біг-Веллі
Біг-Веллі (англ. Big Valley) — село в Канаді, у провінції Альберта, у складі муніципального району Стеттлер № 6.

## Населення
За даними перепису 2016 року, село нараховувало 346 осіб, показавши скорочення на 4,9%, порівняно з 2011-м роком. Середня густина населення становила 186,4 осіб/км².
З офіційних мов обидвома одночасно володіли 10 жителів, тільки англійською — 330. Усього 10 осіб вважали рідною мовою не одну з офіційних.
Працездатне населення становило 145 осіб (46% усього населення), рівень безробіття — 17,2% (31,2% серед чоловіків та 0% серед жінок). 69% осіб були найманими працівниками, а 27,6% — самозайнятими.
Середній дохід на особу становив $33 816 (медіана $27 904), при цьому для чоловіків — $38 644, а для жінок $28 282 (медіани — $43 136 та $22 720 відповідно).
26,6% мешканців мали закінчену шкільну освіту, не мали закінченої шкільної освіти — 37,5%, 35,9% мали післяшкільну освіту, з яких 8,7% мали диплом бакалавра, або вищий.
| Статево-вікова структура населення | Статево-вікова структура населення | Статево-вікова структура населення | Статево-вікова структура населення | Статево-вікова структура населення |
| ---------------------------------- | ---------------------------------- | ---------------------------------- | ---------------------------------- | ---------------------------------- |
|                                    |                                    |                                    |                                    |                                    |
| Всього                             | Всього                             | 50,7%49,3%                         |                                    |                                    |
| 0 — 14 років                       | 0 — 14 років                       |                                    | 17,1%                              | 17,1%                              |
| 15 — 64 років                      | 15 — 64 років                      |                                    | 52,9%                              | 52,9%                              |
| 65 і більше                        | 65 і більше                        |                                    | 30%                                | 30%                                |
| 85 і більше                        | 85 і більше                        |                                    | 1,4%                               | 1,4%                               |
| Середній вік (років)               | Середній вік (років)               | 46,847,3                           | 47,1                               | 47,1                               |
| Медіана (років)                    | Медіана (років)                    | 51,754,0                           | 52,4                               | 52,4                               |
| — чоловіки — жінки                 |                                    |                                    |                                    |                                    |

| Походження мешканців:     | Походження мешканців:     | Походження мешканців: | Походження мешканців: | Походження мешканців: |
| ------------------------- | ------------------------- | --------------------- | --------------------- | --------------------- |
| Походження                |                           |                       | осіб                  | %                     |
| Корінні американці        | Корінні американці        |                       | 25                    | 7.23%                 |
| Інше північноамериканське | Інше північноамериканське |                       | 145                   | 41.91%                |
| Європейське               | Європейське               |                       | 270                   | 78.03%                |
| британське                | британське                |                       | 205                   | 59.25%                |
| французьке                | французьке                |                       | 60                    | 17.34%                |
| українське                | українське                |                       | 25                    | 7.23%                 |
| Океанійське               | Океанійське               |                       | 10                    | 2.89%                 |

| Зайнятість населення за галузями (за класифікацією NOC): | Зайнятість населення за галузями (за класифікацією NOC): | Зайнятість населення за галузями (за класифікацією NOC): | Зайнятість населення за галузями (за класифікацією NOC): | Зайнятість населення за галузями (за класифікацією NOC): |
| -------------------------------------------------------- | -------------------------------------------------------- | -------------------------------------------------------- | -------------------------------------------------------- | -------------------------------------------------------- |
|                                                          |                                                          |                                                          |                                                          |                                                          |
| Управління                                               | Управління                                               |                                                          | 7,1%                                                     | 7,1%                                                     |
| Бізнес, фінанси та адміністрування                       | Бізнес, фінанси та адміністрування                       |                                                          | 7,1%                                                     | 7,1%                                                     |
| Охорона здоров'я                                         | Охорона здоров'я                                         |                                                          | 10,7%                                                    | 10,7%                                                    |
| Мистецтво, культура, відпочинок та спорт                 | Мистецтво, культура, відпочинок та спорт                 |                                                          | 10,7%                                                    | 10,7%                                                    |
| Роздрібна торгівля та послуги                            | Роздрібна торгівля та послуги                            |                                                          | 17,9%                                                    | 17,9%                                                    |
| Гуртова торгівля, транспорт та обладнання                | Гуртова торгівля, транспорт та обладнання                |                                                          | 50%                                                      | 50%                                                      |
| Виробництво                                              | Виробництво                                              |                                                          | 7,1%                                                     | 7,1%                                                     |

## Клімат
Середня річна температура становить 2,9°C, середня максимальна – 22,3°C, а середня мінімальна – -19,6°C. Середня річна кількість опадів – 410 мм.
| Клімат поселення                              | Клімат поселення | Клімат поселення | Клімат поселення | Клімат поселення | Клімат поселення | Клімат поселення | Клімат поселення | Клімат поселення | Клімат поселення | Клімат поселення | Клімат поселення | Клімат поселення | Клімат поселення |
| Показник                                      | Січ.             | Лют.             | Бер.             | Квіт.            | Трав.            | Черв.            | Лип.             | Серп.            | Вер.             | Жовт.            | Лист.            | Груд.            |                  |
| Середній максимум, °C                         | −6,39            | −2,54            | 2,62             | 10,87            | 16,70            | 20,77            | 22,27            | 21,61            | 16,31            | 10,45            | 1,02             | −5,57            |                  |
| Середня температура, °C                       | −13,01           | −9,15            | −3,98            | 4,25             | 10,10            | 14,16            | 16,64            | 15,98            | 10,68            | 4,82             | −4,62            | −11,2            |                  |
| Середній мінімум, °C                          | −19,64           | −15,77           | −10,6            | −2,36            | 3,47             | 7,54             | 11,01            | 10,35            | 5,04             | −0,82            | −10,25           | −16,82           |                  |
| Норма опадів, мм                              | 15               | 11               | 21               | 19               | 47               | 74               | 75               | 58               | 45               | 17               | 15               | 13               |                  |
| Середньомісячна швидкість вітру, м/с          | 3.80             | 3.68             | 3.90             | 4.16             | 4.18             | 3.80             | 3.44             | 3.30             | 3.60             | 3.88             | 4.00             | 3.94             |                  |
| Середньомісячна сонячна радіація, кДж/м²·день | 3874             | 7366             | 12431            | 17485            | 20749            | 21983            | 22796            | 19282            | 13343            | 8043             | 4210             | 2894             |                  |
| --------------------------------------------- | ---------------- | ---------------- | ---------------- | ---------------- | ---------------- | ---------------- | ---------------- | ---------------- | ---------------- | ---------------- | ---------------- | ---------------- | ---------------- |
| Джерело:                                      |                  |                  |                  |                  |                  |                  |                  |                  |                  |                  |                  |                  |                  |